# Fernando González (judoka argentino)
Fernando González (2 de abril de 1982) es un deportista argentino que compite en judo. Ganó una medalla de bronce en los Juegos Panamericanos de 2015 en la categoría de –66 kg.

## Palmarés internacional
| Juegos Panamericanos | Juegos Panamericanos | Juegos Panamericanos | Juegos Panamericanos |
| Año                  | Lugar                | Medalla              | Categoría            |
| -------------------- | -------------------- | -------------------- | -------------------- |
| 2015                 | Toronto (Canadá)     | Medalla de bronce    | –66 kg               |